# Benjamin Hjertstrand
Carl Benjamin Hjertstrand (22 gennaio 1994) è un calciatore svedese, difensore dell'EIF.